# 成沢きさき
成沢 きさき（なるさわ きさき、1997年3月25日 - ）は、日本のAV女優。プライムエージェンシー所属。
旧芸名は水原乃亜。

## 略歴
2017年より着エロイメージDVDに出演。
2018年3月、エスワン専属女優としてAVデビュー。
同年7月をもって専属を離れ、以降は企画単体女優として活動。
同年12月10日の公式ツイッターで所属事務所を辞めると発表。12月21日には「成沢きさき（なるさわ きさき）」で新たにツイッターを開始し、改名とティーパワーズへの移籍を報告。
2021年3月現在、AV活動を休業中。

## 人物
東京都出身。
趣味は舞台鑑賞・ダーツ・ボウリング・カラオケ・温泉巡り・旅行・コンサート・ゴルフなど。
特技はチアリーディング・新体操。
元乃木坂46の白石麻衣に似ていることから、白石麻衣をオマージュした作品もリリースされている。

## 出演作品

### イメージDVD
- 清純クロニクル（2017年6月23日、スパイスビジュアル）
- 欲しがり。（2017年8月25日、スパイスビジュアル）
- 艶（2017年10月27日、スパイスビジュアル）
- Noa 方舟に揺られて（2018年4月5日、REbecca）

### アダルトDVD

#### 水原乃亜 名義
- 新人 NO.1STYLE 奇跡のスレンダー女神BODY 現役グラドル 水原乃亜 AVデビュー（3月19日、エスワン）
- スレンダー女神BODY 初めての大絶頂 性感覚醒 激イキ潮漏らし 3本番（4月19日、エスワン）
- 交わる体液、濃密セックス 完全ノーカットスペシャル（5月19日、エスワン）
- トランス絶頂114回! エビ反り痙攣4600回! 悶絶潮噴射3800cc! 奇跡のくびれスレンダーグラドル 人生初のビックンビックン仰け反り大痙攣 3本番スペシャル（63月19日、エスワン）
- 教育実習生 集団鬼畜輪姦レ●プ 生徒全員に犯される脅迫肉便器授業（7月19日、エスワン）
- 神スタイルのW女教師に痴女られ続けたボク…（8月13日、MOODYZ）
- 福岡・博多発! 素股の天才AVデビュー!! 1年先まで予約が埋まっている噂の超人気風俗嬢に完全密着! 絶対に素股で射精させる天才vsチ○ポで口説けない女はいない巨根プロ男優 金でも情でも動かなかった鋼の心を魂のデカチ○ポで溶かし中出し本番することができるのか!?（8月19日、ディープス）※「ふうか」名義
- はじめてのナマ中出し3本番（8月25日、本中）
- 禁断汗だく訪問介護 見習い新人介護士（9月12日、FIRST STAR）
- 追撃男潮吹き・追撃強制中出し! 「もう射精してるってばぁ!」 365日、絶倫お姉さんにピストン止めてもらえないボク…（9月25日、痴女ヘブン）
- 不感症麻酔女医ノア 開発体位で堕とされて…（10月7日、プレミアム）
- 学校帰りの真面目そうな女子○生がはじめての失禁おもらし体験!? 赤面しつつも垂れ流すおもらしの快感にJ○感度も急上昇! おしっこ&ハメ潮ダダ洩れ赤面セックス!! おもらし潮合計49発!!（10月12日、DOC）
- 東京中出し女子校生（10月12日、S級素人）※「のあ」名義
- 世界で一番敏感過ぎてビチャビチャ出ちゃう女の子の潮吹きを自分で浴びまくる 超恥ずかしいセルフ潮吹きぶっかけSEX（10月19日、Rookie）
- 風俗とは無縁の高学歴お嬢様女子大生の皆さん! デカチン童貞君とヌルヌル素股ソープ体験してみませんか? 極小ビキニでおっぱいポロリ泡泡洗体、密着ディープキス混浴、ローションマット素股のフルコーススペシャル! イってるところにさらに追撃ピストン連続中出し編（10月26日、赤面女子）
- クローゼットに拘束されイキ崩れる真面目女教師… ヤリチン生徒の家庭訪問中に執拗なセクハラを受け拒み続けるも、固定バイブ&追い打ち媚薬で絶頂アクメ淫乱化してしまい…（11月2日、DOC）
- 街角シロウトナンパ! vol.32 ナイトプール編（11月23日、プレステージ）
- 「マジ天使!?」骨折してオナニーできない僕のチ●コは我慢の限界!それを見かねた美人ナースは使命感に駆られたのか優しく手を添えてくれ… 2（12月7日、DOC）
- 新体操部所属の姉に媚薬を飲ませるとレオタード食い込むだけで愛液ジワリ! 欲求不満なカラダは我慢できず自らチ○ポ挿入すると卑猥なうねり腰で何度もエビ反り絶頂!（12月14日、V&R PRODUCE）
- 尻ブラを魅せつけ誘惑してくる美尻女がエロすぎて…（12月21日、DOC）
- 夏の終わりに姪と…。 1泊2日の近親旅行（12月28日、TMA）

- 輪姦計画 読者モデル編（1月7日、アタッカーズ）
- 姪交換 3 〜2人の叔父による調教姪っ子交換記録〜（2月22日、TMA）
- 水泳部所属の姉の競泳水着姿にフル勃起した弟がコッソリ媚薬を飲ませると超敏感なカラダに!拒む姉をよそに子宮奥に突き刺さる終わりなき超絶ハードピストンで死ぬほど強制仰け反り絶頂! 2（3月8日、V&R PRODUCE）

#### 成沢きさき 名義
- 父に犯され続ける娘の近親相姦偏愛映像（3月22日、I.B.WORKS）
- 羞恥 生徒同士が男女とも全裸献体になって実技指導を行う質の高い授業を実践する看護学校実習2019（4月25日、サディスティックヴィレッジ）
- 教師失格 マゾ堕ち孕ませ肉便器2～堕ちて絶頂のトリコ～（5月9日、サディスティックヴィレッジ）
- 変態ドM清楚系ビッチ 成沢きさき（6月6日、グローリークエスト）
- 結婚直前の蜜月、毎晩旦那さんに愛されて最高感度になっている新妻 ブライダルエステで油断したところに媚薬チ○ポを即ハメ! すぐに抵抗が弱まり、感じ始めたところでマシンバイブ挿入、潮を吹きまくって、中出しをすんなり受け入れる! 5（7月11日、サディスティックヴィレッジ）
- 妻の友人に浴室で密着されすぎて、息も出来ない…。（7月11日、F&A）
- 「常に性交」ビキニマッサージ8 巨乳超密着騎乗位フルコース＋撮りおろし125分 豪華セラピスト9名総集編230分 2枚組合計355分収録!（9月26日、SODクリエイト）

- 彼女の代わりに参加したフェス帰りの夜行バスで彼女の女友達3人に【浮気ハーレム逆NTR】されてしまった…新潟→新宿間 大浦真奈美  成沢きさき  天馬ゆい（12月22日、SODクリエイト）
- オマエ、いい歳してまだ童貞なのかよー!!wwウチらがヌキまくってヤリチンに育ててやんよw 同窓会で10年ぶりに再会した元ギャル同級生が童貞アラサーの僕のマンションにやってきて朝まで12発ヌカれまくった（2022年12月22日、SODクリエイト）
- 小悪魔なプリケツランナー達にトリプル尻プレスで連続射精させられる覗き魔のボク	南乃そら 成沢きさき 桃菜あこ（12月22日、SODクリエイト）

- 303号室の久留木さんと320号室の成沢さんところの奥さん、このマンションのルールも分かんないんだから、好き放題レ×プしちゃえば?（1月12日、SODクリエイト）
- 田舎の喫茶店は暇すぎて3人のバイト娘の遊び道具にされちゃう僕はいつも精子が足りません…（1月26日、SODクリエイト）

### アダルトVR

#### 水原乃亜 名義
- 白石○衣に激似のカノジョと夢の癒され性活。連続生中出しセックス!! 水原乃亜（10月31日、KMPVR）
- 巷で噂の行列のできるヒアルロン酸入りローションお風呂!! 生中出しSEX付き! 究極メンズエステ!! 有り得ないほどスタイル抜群の巨乳美女が、カラダと生オマ●コを使って身も心もフル勃起おちんちんまでも癒やしてくれる究極のスパ体験!! 水原乃亜 / 彩葉みおり（12月18日、KMPVR）

- 番組ディレクターになった僕を三人の女子アナが御奉仕してくれる夢の奴隷ハーレム 水原乃亜 高杉麻里 倉多まお（1月25日、マドンナ）
- 劇的高画質 酔いどれ姉ちゃんがガチHモード!? 失恋の理由を床下手って疑ったら「生意気言うな!」と突然脱ぎ始めてチ●ポしゃぶり回し手マンで超絶敏感になってチ●ポハメたら15回もイキまくる最高の姉ちゃんだったわwww 水原乃亜（1月26日、ブイワンVR）
- buz流様々なラブのカタチ♡三連発! どこに居てもハメたくなっちゃう超激カワエロエロ女子とやりまくり! それぞれの美少女と繰り広げるド級のSEX体験（3月27日、VR buz）※オムニバス作品
- 劇的高画質 「鈍感バカ彼氏のいる側で…」内緒で調教中 3人で宅飲み中に遠隔ローターで彼氏の目の前でイキ我慢の羞恥 さらには…激イキ絶頂中出し 水原乃亜（5月4日、ブイワンVR）

- 4日連続超高級ソープ通いVR ダイアモンドクラス4名 ドアップ密着キス特盛 連続中出しスペシャル（12月3日、エロタイムVR）※オムニバス作品

#### 成沢きさき 名義
- HQ超画質革命!【オフィスVR】社内恋愛♡ 昼休憩中にこっそりオフィスで中出しSEX 成沢きさき（2019年8月11日、こあらVR）
- HQ超画質革命! 「もう我慢できないよぉ…」 外の通行人にバレないように狭い車内で愛液ダダ漏れ中出しカーセックス! 成沢きさき（2019年9月14日、こあらVR）
- HQ超画質革命!【第二弾】目の前に広がる美アナル大図鑑 ―シワまで丸見え恥じらいヒクヒク美尻アナルVRー（2019年10月4日、こあらVR）
- イチャラブ凌辱!? 2  怪我して動けない女の子を助けてあげるふりをしながらHな事をしていたら、発情してSEXできちゃいました 成沢きさき（2020年1月8日、Dynamic Eyes）

## 出演

### ウェブテレビ
- 極楽とんぼKAKERUTV（2018年11月29日[3][4]、AbemaTV）
- プライム学園高等部 球技大会2018秋（2018年12月20日[5]‐、pafan!）
- バラステ・転職さん、いらっしゃい!#5（2018年、AmebaTV）
- 全裸監督（2019年8月全話配信、Netflix）2話

### 映画
- 5人の女　愛と金とセックスと…（2019年6月7日、オーピー映画）‐良江役[6]
- 濡れ絵筆　家庭教師と息子の嫁（2019年9月27日、オーピー映画） - 石田里奈 役